# تسوگوتوشی اویشی
تسوگوتوشی اویشی (大石 治寿 Ōishi Tsugutoshi, زادهٔ ۲۵ سپتامبر ۱۹۸۹)؛ بازیکن فوتبال اهل ژاپن است.
از باشگاه‌هایی که در آن بازی کرده‌است می‌توان به باشگاه ورزشی توچیگی اشاره کرد.